# Villiers-sur-Chizé
Villiers-sur-Chizé és un municipi francès situat al departament de Deux-Sèvres i a la regió de la Nova Aquitània. L'any 2007 tenia 155 habitants.

## Demografia

### Població
El 2007 la població de fet de Villiers-sur-Chizé era de 155 persones. Hi havia 68 famílies de les quals 24 eren unipersonals (24 dones vivint soles i 24 dones vivint soles), 16 parelles sense fills, 24 parelles amb fills i 4 famílies monoparentals amb fills.
La població ha evolucionat segons el següent gràfic:
Habitants censats

### Habitatges
El 2007 hi havia 78 habitatges, 66 eren l'habitatge principal de la família, 7 eren segones residències i 5 estaven desocupats. Tots els 78 habitatges eren cases. Dels 66 habitatges principals, 57 estaven ocupats pels seus propietaris, 4 estaven llogats i ocupats pels llogaters i 5 estaven cedits a títol gratuït; 5 tenien dues cambres, 11 en tenien tres, 14 en tenien quatre i 36 en tenien cinc o més. 46 habitatges disposaven pel capbaix d'una plaça de pàrquing. A 24 habitatges hi havia un automòbil i a 28 n'hi havia dos o més.

### Piràmide de població
La piràmide de població per edats i sexe el 2009 era:
| Homes | Edats   | Dones |
| ----- | ------- | ----- |
| 0     | 95 o +  | 0     |
| 0     | 90 a 94 | 0     |
| 4     | 85 a 89 | 0     |
| 4     | 80 a 84 | 0     |
| 0     | 75 a 79 | 8     |
| 4     | 70 a 74 | 4     |
| 8     | 65 a 69 | 12    |
| 8     | 60 a 64 | 4     |
| 4     | 55 a 59 | 0     |
| 4     | 50 a 54 | 4     |
| 8     | 45 a 49 | 4     |
| 12    | 40 a 44 | 4     |
| 8     | 35 a 39 | 12    |
| 4     | 30 a 34 | 4     |
| 4     | 25 a 29 | 4     |
| 0     | 20 a 24 | 8     |
| 8     | 15 a 19 | 4     |
| 12    | 10 a 14 | 4     |
| 8     | 5 a 9   | 0     |
| 12    | 0 a 4   | 4     |

## Economia
El 2007 la població en edat de treballar era de 89 persones, 71 eren actives i 18 eren inactives. De les 71 persones actives 64 estaven ocupades (39 homes i 25 dones) i 7 estaven aturades (1 home i 6 dones). De les 18 persones inactives 2 estaven jubilades, 8 estaven estudiant i 8 estaven classificades com a «altres inactius».

### Ingressos
El 2009 a Villiers-sur-Chizé hi havia 69 unitats fiscals que integraven 172 persones, la mediana anual d'ingressos fiscals per persona era de 15.318 €.

### Activitats econòmiques
Dels 2 establiments que hi havia el 2007, 1 era d'una empresa d'informació i comunicació i 1 d'una empresa immobiliària.
L'any 2000 a Villiers-sur-Chizé hi havia 13 explotacions agrícoles que ocupaven un total de 1.026 hectàrees.

## Poblacions més properes
El següent diagrama mostra les poblacions més properes.